# 과부 (1960년 영화)
"과부"는 1960년 공개된 대한민국의 영화이다.

## 배역
- 이민자 : 김 진사의 며느리, 한씨 역
- 신일천 : 성칠 역
- 최남현 : 김 진사 역
- 박성대 : 용길 역